# Кирил Кръстевски
Кирил Кръстевски с псевдоним Кирче (на македонска литературна норма: Кирил Крстевски – Кирче) е югославски партизанин и деец на комунистическата съпротива във Вардарска Македония.

## Биография
Роден е на 20 юли 1909 година в град Прилеп. Преди Втората световна война е гонен и арестуван от сръбската полиция. След началото на войната през септември 1941 година става нелегален и влиза в Прилепския партизански отряд „Гоце Делчев“. В рамките на отряда е командир на чета. През 1942 година се включва в подготовката за създаване на Битолски народоосвободителен партизански отряд „Пелистер“. През 1943 година е назначен за политически комисар на Втора оперативна зона на НОВ и ПОМ. Делегат е на Първото заседание на АСНОМ. След Втората световна война заема висши партийни и държавни функции, но влиза в пререкания с партийни и държавни ръководители и е отстранен от постовете си и преждевременно пенсиониран.